# Kermājān
Kermājān (persiska: کرماجان) är en ort i Iran.   Den ligger i provinsen Kermanshah, i den nordvästra delen av landet, 300 km väster om huvudstaden Teheran. Kermājān ligger 1 455 meter över havet och antalet invånare är 663.
Terrängen runt Kermājān är kuperad åt sydväst, men åt nordost är den platt. Runt Kermājān är det ganska tätbefolkat, med 124 invånare per kvadratkilometer. Närmaste större samhälle är Kangāvar, 6,6 km nordost om Kermājān. Trakten runt Kermājān består till största delen av jordbruksmark.